# Comté de Clay (Caroline du Nord)
Le comté de Clay (en anglais : Clay County, littéralement « le comté d’argile ») est le plus petit comté de l’État de Caroline du Nord, aux États-Unis. Selon le Bureau du recensement des États-Unis, le comté a une superficie totale de 221 miles2 (soit 572,4 km2), dont 215 miles2 (556,8 km2) sont sur terre et 6 miles carrés (15,5 km2, soit 2,67 % de la superficie totale du comté) sont de l’eau.
Le comté de Clay est bordé au sud par l’État de la Géorgie et la forêt nationale de Chattahoochee-Oconee. La rivière Nantahala marque sa frontière nord. Le comté est drainé par la rivière Hiwassee. Dans la partie sud du comté de Clay se trouve le lac Chatuge, à la frontière entre Caroline du Nord et la Géorgie. Une grande partie du comté de Clay se trouve au sein de la forêt nationale de Nantahala.

## Communautés

### Ville
- Hayesville

### Zones non incorporées
- Brasstown (en)
- Tusquittee (en)
- Warne

## Démographie
| 1870  | 1880  | 1890  | 1900  | 1910  | 1920  |
| ----- | ----- | ----- | ----- | ----- | ----- |
| 2 461 | 3 316 | 4 197 | 4 532 | 3 909 | 4 646 |

| 1930  | 1940  | 1950  | 1960  | 1970  | 1980  |
| ----- | ----- | ----- | ----- | ----- | ----- |
| 5 434 | 6 405 | 6 006 | 5 526 | 5 180 | 6 619 |

| 1990  | 2000  | 2010   | - | - | - |
| ----- | ----- | ------ | - | - | - |
| 7 155 | 8 775 | 10 587 | - | - | - |